# Novafeltria
Novafeltria (già Mercatino Marecchia, Marcatéin in romagnolo) è un comune italiano di 6 987 abitanti della provincia di Rimini in Emilia-Romagna. È sede dell'Unione di Comuni Valmarecchia.

## Geografia fisica
Novafeltria si trova sulla SS 258 Marecchiese al centro della alta Valmarecchia, il bacino del fiume Marecchia che sfocia nel mare Adriatico a Rimini, fra le regioni Marche, Toscana ed Emilia-Romagna. Il territorio comunale include anche un'exclave, identificabile nelle frazioni di Secchiano e Uffogliano, compresa tra i comuni di Talamello, San Leo, Poggio Torriana e Sogliano al Rubicone.

## Storia
All'anno 950 d.C. si fa risalire il primo nucleo abitativo, con la chiesa di San Pietro in Culto e l'oratorio di Santa Marina. Scelta come dimora dai Conti Segni di Bologna, che nella prima metà del Seicento vi edificarono una sontuosa villa, oggi palazzo municipale, l'abitato divenne centro agricolo e commerciale, teatro di grandi fiere in particolare nel mese di agosto.
Il comune, denominato sino al 1941 Mercatino Marecchia, venne costituito nel 1907, dall'unione di frazioni staccate dal comune di Talamello.
Il comune è appartenuto alle Marche (provincia di Pesaro e Urbino) fino al 15 agosto 2009, quando ne è stato distaccato congiuntamente ad altri sei comuni dell'Alta Valmarecchia in attuazione dell'esito di un referendum svolto il 17 e 18 dicembre 2006. 
Oggi la cittadina è centro di convergenza di numerose attività economiche della Valmarecchia. È presente un teatro, recentemente restaurato, e una biblioteca.
Nella frazione di Perticara, antico centro minerario, ha sede "Sulphur", museo storico minerario, che documenta l'attività protratta nei secoli per l'estrazione dello zolfo e raccoglie testimonianze archeologiche che vanno dall'età del bronzo alle civiltà Umbra, Etrusca e Romana; sul  Monte Pincio (900 m s.l.m.) che la sovrasta si trovano un castagneto ed una vasta pineta, che ospita il parco Avventura.

### Simboli
Lo stemma è stato concesso con regio decreto del 10 maggio 1914.
Il gonfalone, concesso con D.P.R. del 19 marzo 1971, è un drappo troncato di azzurro e di giallo.

## Società

### Evoluzione demografica
Abitanti censiti

### Lingue e dialetti
Accanto alla lingua italiana, è parlata la locale variante della lingua romagnola. Notevole caratteristica del mercatinese, condivisa con altri dialetti dell'Alta Valmarecchia, è l'aver accolto solo in parte la sonorizzazione settentrionale: si hanno quindi amiga, bug, fradël, röṡa "amica, buco, fratello, rosa" accanto a chëpra, crócia, fuc, tajèt, vétri "capra, croce, fuoco, tagliato, vetro".

## Amministrazione

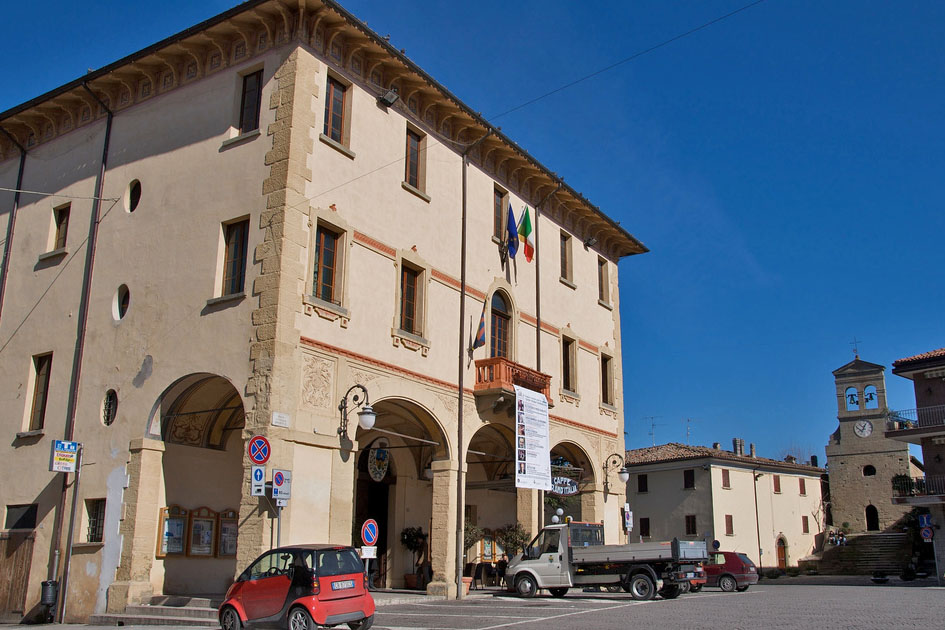
Il Municipio

Di seguito è presentata una tabella relativa alle amministrazioni che si sono succedute in questo comune.
| Periodo           | Periodo           | Primo cittadino     | Partito                                                 | Carica  | Note   |
| ----------------- | ----------------- | ------------------- | ------------------------------------------------------- | ------- | ------ |
| 22 luglio 1988    | 17 settembre 1990 | Franca Bartoletti   | Centro-sinistra                                         | Sindaco | [ 10 ] |
| 17 settembre 1990 | 7 giugno 1993     | Walter Bevitori     | Centro-sinistra                                         | Sindaco | [ 10 ] |
| 7 giugno 1993     | 28 aprile 1997    | Gabriella Perinetti | Democrazia Cristiana                                    | Sindaco | [ 10 ] |
| 28 aprile 1997    | 14 maggio 2001    | Gabriele Berardi    | Centro-sinistra                                         | Sindaco | [ 10 ] |
| 29 maggio 2001    | 30 maggio 2006    | Gabriele Berardi    | Centro-sinistra                                         | Sindaco | [ 10 ] |
| 30 maggio 2006    | 16 maggio 2011    | Vincenzo Sebastiani | Centro-sinistra                                         | Sindaco | [ 10 ] |
| 16 maggio 2011    | 5 giugno 2016     | Lorenzo Marani      | Lista civica di centro-sinistra Insieme per Novafeltria | Sindaco | [ 10 ] |
| 5 giugno 2016     | 4 ottobre 2021    | Stefano Zanchini    | Centro-destra Percorso comune                           | Sindaco | [ 10 ] |
| 4 ottobre 2021    | in carica         | Stefano Zanchini    | Centro-destra Percorso comune                           | Sindaco | [ 10 ] |

## Infrastrutture e trasporti
La Strada statale 258 Marecchia è la principale via di comunicazione tra Capoluogo di Provincia e la cittadina.
Dal 1922 al 1960 Novafeltria è stata collegata tramite la Ferrovia Rimini-Novafeltria al litorale adriatico.

## Sport

### Calcio
La squadra di calcio del Vis Novafeltria, nata nel 2011, gioca in Eccellenza ed i colori sociali sono il blu e il giallo; la precedente società sportiva invece, era nata dalle ceneri dell'AC Perticara, al momento della chiusura della miniera di zolfo.